# 踊る赤ちゃん人間
「踊る赤ちゃん人間」（おどるあかちゃんにんげん）は、大槻ケンヂと橘高文彦のシングルである。2006年7月20日発売。発売元はビクターエンタテインメント。

## 概要
- レコーディングには寺沢功一・三柴理・宮脇知史が参加。

## 収録曲
（全編曲：橘高文彦）
1. 踊る赤ちゃん人間(4:05)
作詞：大槻ケンヂ、作曲：橘高文彦
独立UHF系アニメ『NHKにようこそ!』エンディングテーマ
2. 日本引きこもり協会のテーマ ～featuring 小泉豊(3:24)
作詞：滝本竜彦、作曲：橘高文彦
独立UHF系アニメ『NHKにようこそ!』第15話挿入歌
3. 踊るダメ人間2006(4:46)
作詞：大槻ケンヂ、作曲：大槻ケンヂ・内田雄一郎・筋肉少女帯
独立UHF系アニメ『NHKにようこそ!』第15話挿入歌
2人が所属するバンド、筋肉少女帯の「踊るダメ人間」のセルフカバー。
4. 踊る赤ちゃん人間 -Instrumental-(4:05)
5. 日本引きこもり協会のテーマ -Instrumental-(3:24)
6. 踊るダメ人間2006 -Instrumental-(4:44)

## 収録アルバム
- サントラ『テレビアニメーション『N・H・Kにようこそ!』サウンドコレクション サニーサイドにようこそ!』（2006年11月22日）
- 筋肉少女帯『シーズン2』（2009年5月20日）※筋肉少女帯フルメンバーによるセルフカバー版

## カバー
- 山谷還（茅野愛衣） - アニメ『VTuberなんだが配信切り忘れたら伝説になってた』第5話のエンディングテーマ[1]